# Gustavo Poirrier
Gustavo Eduardo Poirrier Silva (* 27. Mai 1964 in Valparaíso; † 4. Januar 2003 in New York City) war ein chilenischer Fußballspieler. Der Mittelfeldspieler bestritt zwei Länderspiele für die Nationalmannschaft seines Heimatlandes.

## Karriere

### Verein
Gustavo Poirrier begann seine Karriere beim Amateurclub Deportes Recreo im Stadtviertel Recreo Alto von Viña del Mar. Der Mittelfeldspieler kam im Alter von acht Jahren in die Jugendmannschaft der Santiago Wanderers. Laucha, wie er auch genannt wurde, wurde 1982 in die erste Mannschaft der Wanderers befördert und debütierte im folgenden Jahr in der Primera División. Poirrier etablierte sich als Stammspieler der Wanderers und erreichte seine beste Leistung 1989, als die Mannschaft aus Valparaíso durch die Aufstiegsliguilla gegen Unión San Felipe in die erste Liga aufstieg und er dabei sogar das letzte Tor erzielte. Im folgenden Jahr konnten sich das Team von Trainer Luis Santibáñez am letzten Spieltag vor dem Abstieg retten.
1991 ging er zu Unión Española und im folgenden Jahr auf ausdrücklichen Wunsch von Santibáñez zu Deportes Temuco, wo er bis 1997 spielte. 1995 erzielte er ein Tor beim Sieg gegen CF Universidad de Chile von Marcelo Salas. Dort stach er am meisten hervor und wurde 1996 von Xabier Azkargorta für die Nationalmannschaft nominiert. 1998 bestritt er 26 Spiele für Deportes Concepción und wechselte 1999 zu Deportes Puerto Montt, wo er sich im Alter von 35 Jahren vom Profifußball zurückzog.

### Nationalmannschaft
Gustavo Poirrier bestritt im Februar 1996 in der chilenischen Nationalmannschaft bei den Freundschaftsspielen gegen Bolivien und Peru seine einzigen beiden Länderspiele.

## Tod
Poirrier wanderte mit seiner Frau und den zwei Töchtern 2001 in die Vereinigten Staaten aus. Er arbeitete in einer Fußballschule in New York und starb bei einem Freundschaftsspiel von chilenischen Einwohnern in New York, wo er gelegentlich mitspielte, an einem Herzstillstand. Nach seinem Tod verwirklichte Poirriers Frau seinen Traum von einer Mädchen-Fußballschule in Viña del Mar.

## Sonstiges
Gustavo Poiree ist der Großneffe von Ulises Poirrier, der zwischen 1919 und 1930 in der Nationalmannschaft spielte und an vier Südamerikameisterschaften teilnahm.